# 4871 Riverside
4871 Riverside eller 1989 WH1 är en asteroid i huvudbältet som upptäcktes den 24 november 1989 av den japanska astronomen Masahiro Koishikawa vid Ayashi-observatoriet i Japan. Den är uppkallad efter Riverside Astronomical Society.
Asteroiden har en diameter på ungefär 5 kilometer.